# Triepeolus bilineatus
Triepeolus bilineatus là một loài Hymenoptera trong họ Apidae. Loài này được Cockerell mô tả khoa học năm 1949.